# Regis Philbin
Regis Francis Xavier Philbin (Nova Iorque, 25 de agosto de 1931 – 24 de julho de 2020) foi um ator, cantor e apresentador de televisão norte-americano.
É frequentemente chamado (de um modo alternativamente atribuído a James Brown) «o homem mais trabalhador do mundo do espetáculo», e detém um recorde no Livro Guinness de Recordes pela maior permanência frente a uma câmara profissional de vídeo. Foi célebre pela maneira emotiva de dialogar, pelo sotaque novaiorquino do Bronx, pela criatividade, e improvisações irreverentes. Entre os programas de TV que contaram coma sua presença estão Live with Regis and Kelly (ou Live with Regis and Kathie Lee), Who Wants to Be a Millionaire?, Million Dollar Password, e a primeira temporada de America's Got Talent.
Morreu no dia 24 de julho de 2020, aos 88 anos.